# 위프로

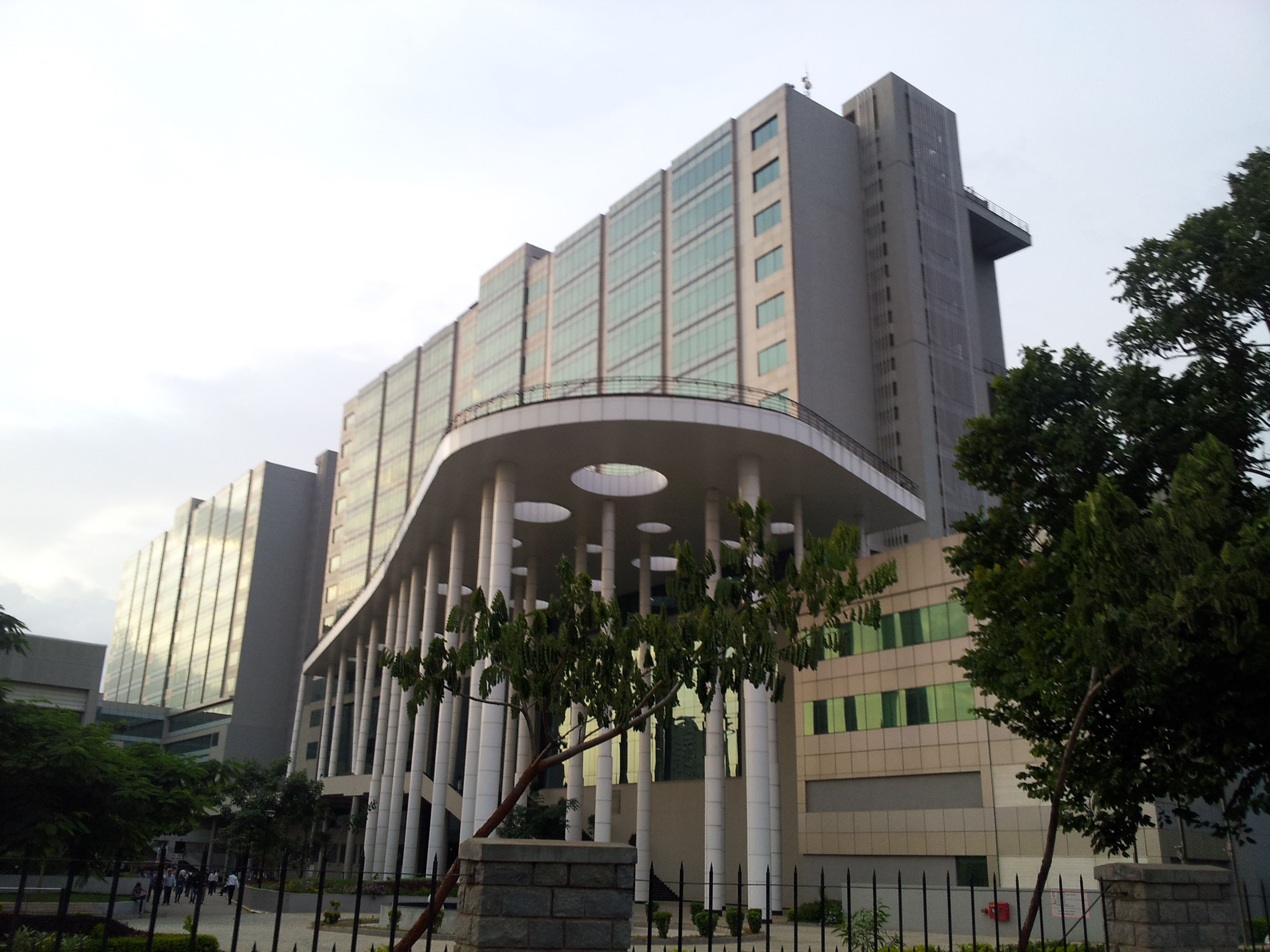
벵갈루루에 위치한 본사

위프로(Wipro)는 정보기술, 컨설팅, 비즈니스 프로세스 서비스를 제공하는 인도의 다국적 기업이다. 과거 사명은 웨스턴 인디아 팜 리파인드 오일스 리미티드(Western India Palm Refined Oils Limited)였다. 최고경영자는 Thierry Delaporte이며 2020년 7월부터 위프로의 경영 임원을 맡고 있다. 본사는 인도 벵갈루루에 위치해 있다.
위프로의 참여 분야는 67개국 고객을 대상으로 제공되는 클라우드 컴퓨팅, 사이버보안, 디지털 트랜스포메이션, 인공지능, 로봇공학, 데이터 애널리틱스, 기타 기술 컨성틸 서비스이다.